# كريستيتا كومرفورد
كريستيتا باسيا كومرفورد (من مواليد 27 أكتوبر 1962) هي طاهية أمريكية فلبينية تشغل منصب الشيف التنفيذي للبيت الأبيض منذ 2005. وهي أول امرأة وأول شخص من أصل آسيوي يشغل هذا المنصب.

## نشأتها
ولدت كريستيتا كومرفورد باسم كريستيتا غوميز باسيا في مانيلا بالفلبين لأبيها هونستو باسيا، مساعد مدير مدرسة عامة، وإيرليندا غوميز. نشأت في شارع كاتالونيا (الآن ج. تولينتينو) في سامبالوك، مانيلا. أكملت تعليمها الثانوي في مدرسة ثانوية العلوم في مانيلا. درست في جامعة الفلبين، ديليمان في مدينة كويزون، وتخصصت في تكنولوجيا الغذاء. ومع ذلك، تركت المدرسة قبل إكمال الشهادة عندما هاجرت إلى الولايات المتحدة في سن 23.

## حياتها المهنية

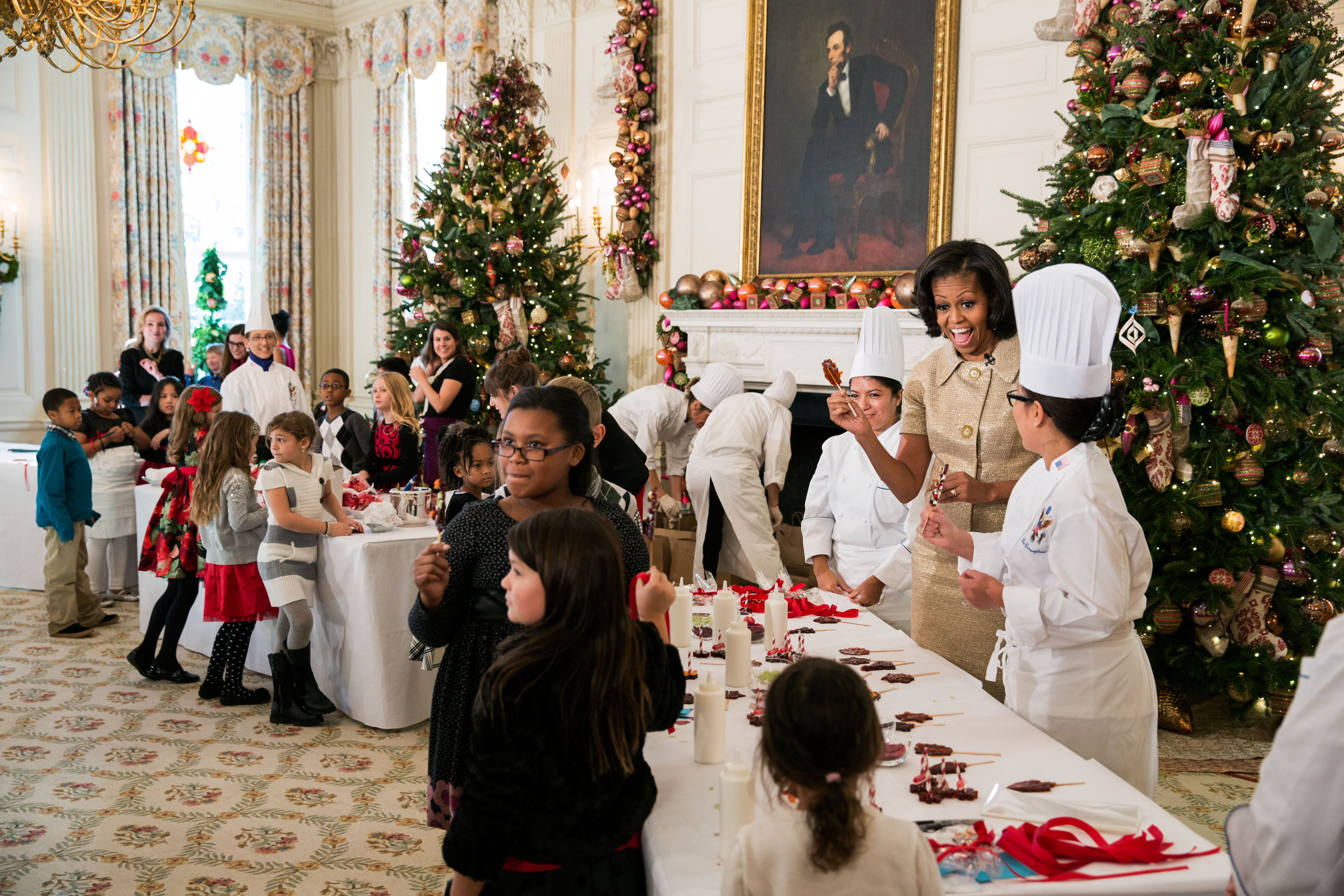
السيدة الأولى ميشيل أوباما وأطفال العائلات العسكرية يشاركون في مشروع حرفي في غرفة الطعام الرسمية بالبيت الأبيض خلال المعاينة الصحفية لعطلة عيد الميلاد، 28 نوفمبر 2012. مع الشيف التنفيذي للبيت الأبيض كريس كومرفورد

كانت أول وظيفة لكومرفورد في فندق شيراتون بالقرب من مطار أوهير الدولي. عملت أيضًا في فندق حياة ريجنسي. بعد شيكاغو، انتقلت إلى واشنطن العاصمة، وعملت طاهية في مطعمين. بالإضافة إلى ذلك، أمضت ستة أشهر في فيينا كرئيسة طهاة. تم تعيين كومرفورد من قبل الشيف التنفيذي بالبيت الأبيض والتر شيب الثالث في عام 1995 للعمل في البيت الأبيض كلينتون كمساعد طاهٍ.
بعد استقالة شيب في فبراير 2005، تم تعيين كومرفورد شيف تنفيذي للبيت الأبيض من قبل السيدة الأولى لورا بوش في 14 أغسطس 2005. كومرفورد هي أول امرأة تشغل هذا المنصب. وبحسب ما ورد تم تعيينها في هذا المنصب بسبب تعاملها مع عشاء كبير أقيم على شرف رئيس الوزراء الهندي مانموهان سينغ.
في 9 يناير 2009، أعلن فريق أوباما الانتقالي أنه سيتم الاحتفاظ بكومرفورد كرئيس طهاة في الإدارة. صرحت ميشيل أوباما، "إنها أيضًا أم لابنة صغيرة، وأنا أقدر وجهة نظرنا المشتركة حول أهمية الأكل الصحي والعائلات الصحية"
ظهرت كومرفورد في حلقة خاصة مدتها ساعتان من برنامج Iron Chef America، تم بثها في الأصل في 2 يناير 2010. تعاونت مع Bobby Flay وتنافست ضد فريق Emeril Lagasse و Mario Batali.
بصفته طاهًا لرئيس دولة، فإن كومرفورد عضو في Le Club des Chefs des Chefs.

## حياتها الشخصية
تعيش في كولومبيا بولاية ماريلاند مع زوجها جون وابنتهما دانييل.